# Nepenthes albomarginata
Nepenthes albomarginata is een vleesetende bekerplant uit de familie Nepenthaceae. Het is een inheemse soort in Borneo, de Indische Archipel en Sumatra. De soortaanduiding albomarginata is samengesteld uit de Latijnse woorden albus ('wit') en marginatus ('rand'). De plant dankt deze naam aan de karakteristieke band van witte haartjes, die direct onder het peristoom van de vangbekers groeien. Hiermee lokt hij termieten, zijn voornaamste bron van voedsel.
De eerste specimens van N. albomarginata werden in 1848 door Thomas Lobb verzameld. De plant werd het jaar daarop formeel beschreven door John Lindley in The Gardeners' Chronicle. In 1856 werd de plant in het Verenigd Koninkrijk voor het eerst gekweekt.

## Verspreiding

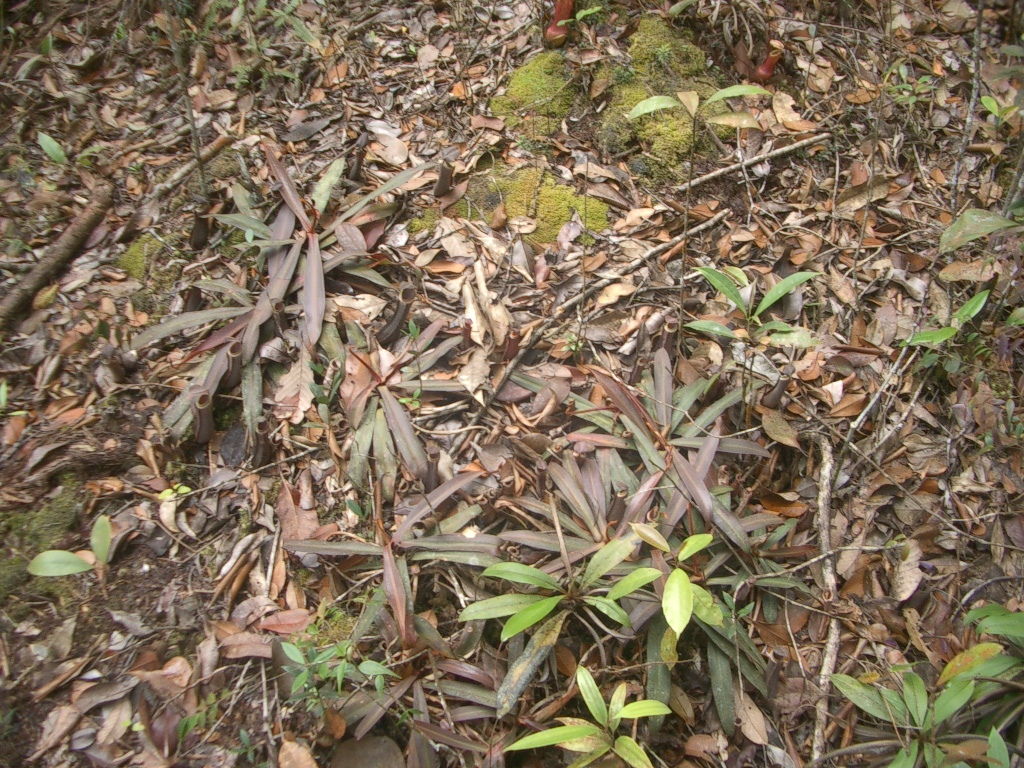
N. albomarginata in een Sumatraans regenwoud

Voor een Nepenthes heeft N. albomarginata een groot verspreidingsgebied. Hij komt voor op
Borneo, de Indische Archipel en Sumatra. Ook is de soort aangetroffen op kleinere eilanden als Nias en Penang. Hij groeit tot op een hoogte van 1200 meter boven zeeniveau.
N. albomarginata komt met name veel voor in regenwouden. De soort is echter in verscheidene habitats aangetroffen, waaronder veen- en kalksteengronden en zandstranden.

## Beschrijving
Nepenthes albomarginata is een klimplant met een stengellengte van tot wel vier meter. De diameter kan tot wel  vijf millimeter bedragen. Elk blad meet maximaal 25 centimeter. In tegenstelling tot de meeste Nepenthes-soorten heeft N. albomarginata geen bladstelen. Aan het uiteinde van elk blad bevindt zich een rank van tot wel twintig centimeter, met daaraan de vangbeker.
De vangbekers zijn bol aan de onderzijde en daarboven cilindervormig. Ze zijn relatief klein: maximaal 15 centimeter hoog en 4 centimeter breed. Alleen de lage vangbekers hebben aan de voorzijde twee kamvormige vleugels. Onder het peristoom van de vangbeker bevindt zich een band van korte witte haartjes. Als de beker termieten heeft gevangen, ontbreken soms de haartjes.

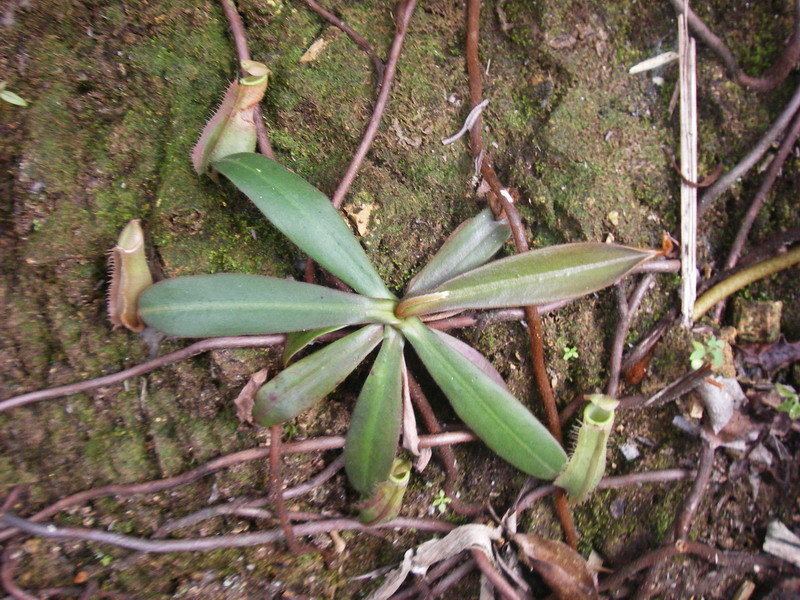
Jonge plant met bladrozet en lage vangbekers
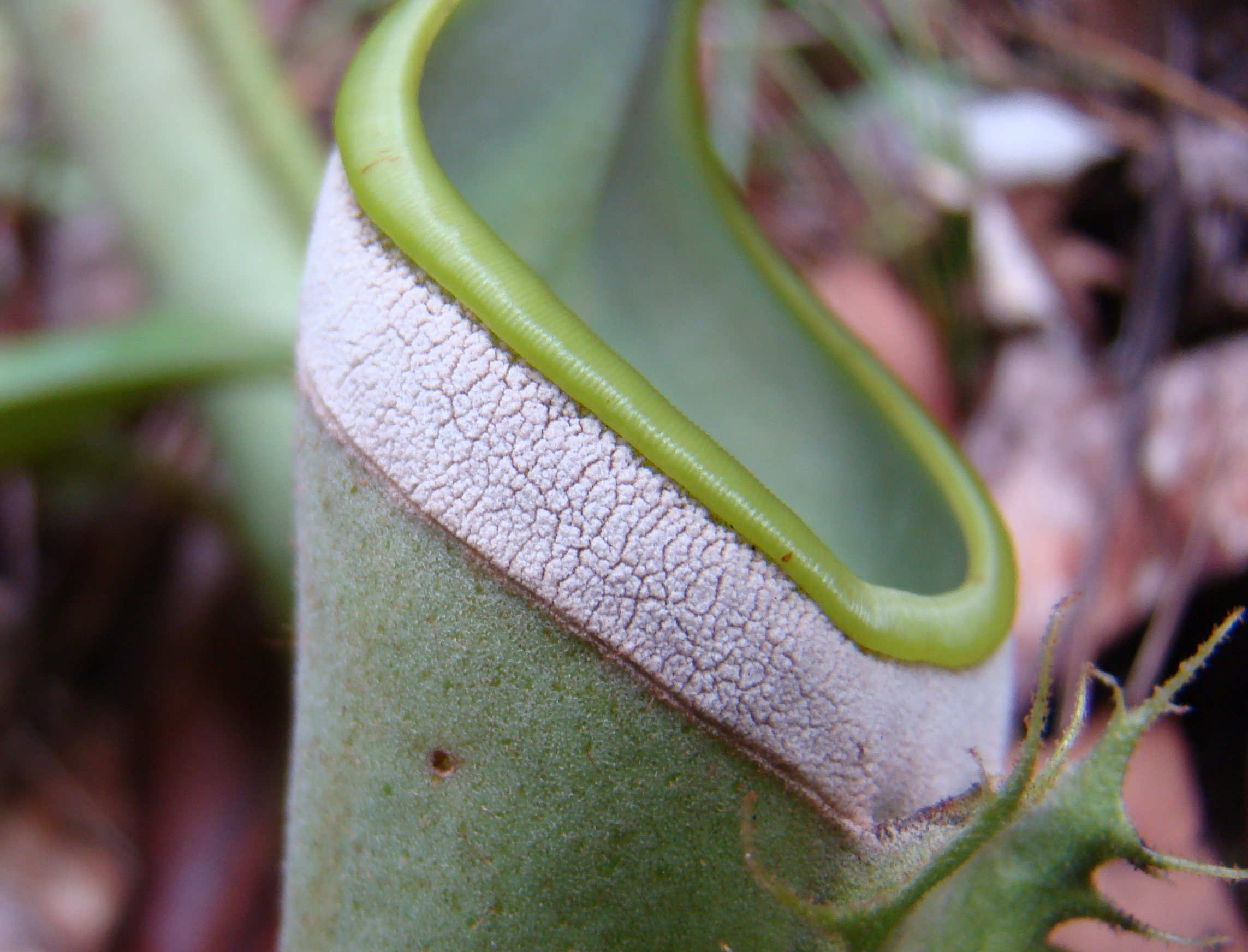
Bovenbeker met de karakteristieke band van witte haartjes
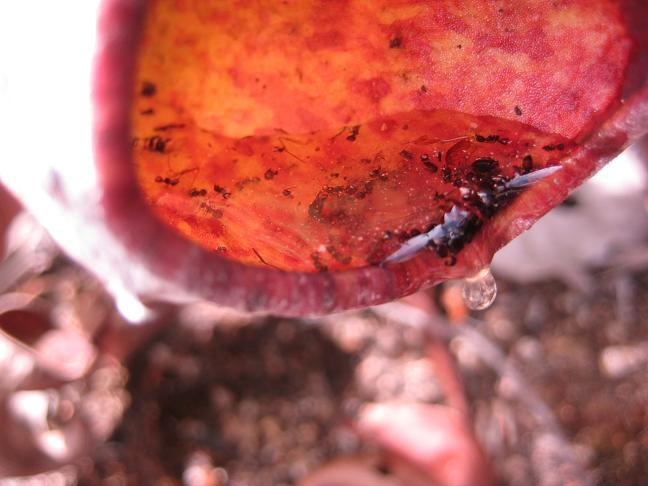
Verdronken termieten in een vangbeker

## Predatie
Nepenthes albomarginata is net als alle Nepenthes-soorten een vleesetende plant. Het is echter de enige soort in het geslacht die zich heeft gespecialiseerd in het vangen van één type prooi. De plant produceert vrijwel geen nectar en vangt vrijwel alleen maar termieten. De witte haartjes onder het peristoom hebben een grote aantrekkingskracht op de termieten, die zich hiermee voeden. In sommige vangbekers van de plant zijn wel duizenden verdronken termieten gevonden. N. albomarginata is de enige plant waarvan bekend is dat hij zijn eigen weefsel als lokaas gebruikt.

## Infraspecifieke taxa
- N. albomarginata f. sanguinea Toyoda ex Hinode-Kadan (1985) nomen nudum
- N. albomarginata var. rubra (Hort. ex Macfarl.) Macfarl. (1908)
- N. albomarginata var. tomentella (Miq.) Beck (1895)
- N. albomarginata var. typica Beck (1895) nom.illeg.
- N. albomarginata var. villosa Hook.f. (1873)

## Natuurlijke hybriden

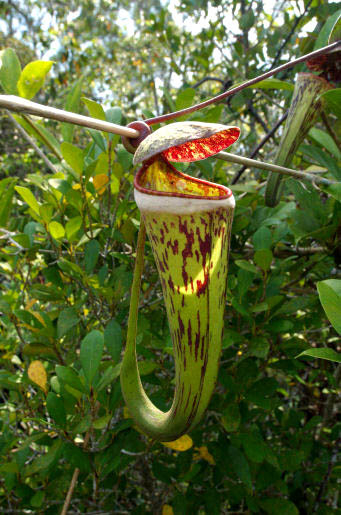
Bovenbeker Nepenthes × cincta

- N. albomarginata × N. ampullaria
- ? N. albomarginata × N. chaniana
- N. albomarginata × N. clipeata
- N. albomarginata × N. eustachya
- N. albomarginata × N. gracilis
- N. albomarginata × N. hirsuta
- N. albomarginata × N. macrovulgaris
- N. albomarginata × N. northiana [=N. × cincta]
- N. albomarginata × N. rafflesiana
- N. albomarginata × N. reinwardtiana [=N. × ferrugineomarginata]
- ? N. albomarginata × N. sanguinea
- N. albomarginata × N. veitchii

... · 
N. alata · 
N. albomarginata · 
N. ampullaria · 
N. argentii · 
N. aristolochioides · 
N. attenboroughii · 
N. bicalcarata · 
N. bokorensis · 
N. bongso · 
N. boschiana · 
N. burkei · 
N. campanulata · 
N. chaniana · 
N. danseri · 
N. deaniana · 
N. densiflora · 
N. diatas · 
N. distillatoria · 
N. edwardsiana · 
N. ephippiata · 
N. gracilis · 
N. gymnamphora · 
N. hirsuta · 
N. inermis · 
N. insignis · 
N. jamban · 
N. khasiana · 
N. lamii · 
N. leyte · 
N. lingulata · 
N. lowii · 
N. macfarlanei · 
N. macrophylla · 
N. madagascariensis · 
N. masoalensis · 
N. maxima · 
N. mirabilis · 
N. monticola · 
N. northiana · 
N. ovata · 
N. peltata · 
N. pervillei · 
N. pitopangii · 
N. rafflesiana · 
N. rajah ·
N. rhombicaulis · 
N. rosea ·
N. sanguinea · 
N. sibuyanensis · 
N. spathulata · 
N. tenax · 
N. tenuis · 
N. veitchii ·
N. ventricosa ·
N. vieillardii ·
N. villosa · 
...